# Isabela (Negros occidental)
Pour les articles homonymes, voir Isabela.
Isabela est une localité de la province du Negros occidental, aux Philippines. En 2015, elle compte 62 146 habitants.